# Węgry na Zimowych Igrzyskach Olimpijskich 1994
Węgry na Zimowych Igrzyskach Olimpijskich 1994 reprezentowało 16 zawodników w 5 dyscyplinach sportowych. Nie zdobyli żadnego medalu.

## Biathlon

### Mężczyźni
| Konkurencja         | Zawodnik     | Czas      | Miejsce |
| ------------------- | ------------ | --------- | ------- |
| Sprint 10 km        | János Panyik | 31:04,3   | 33      |
| Indywidualnie 20 km | János Panyik | 1:01:41,6 | 31      |

### Kobiety
| Konkurencja         | Zawodniczka                                                | Czas      | Miejsce |
| ------------------- | ---------------------------------------------------------- | --------- | ------- |
| Sprint 7,5 km       | Anna Bozsik                                                | 29:04,4   | 46      |
| Sprint 7,5 km       | Brigitta Bereczki                                          | 30:42,4   | 65      |
| Indywidualnie 15 km | Beatrix Holéczy                                            | 1:00:43,9 | 61      |
| Indywidualnie 15 km | Brigitta Bereczki                                          | 1:02:14,2 | 65      |
| Sztafeta 4 × 7,5 km | Anna Bozsik Brigitta Bereczki Éva Szemcsák Beatrix Holéczy | 2:08:27,8 | 17      |

## Bobsleje

### Mężczyźni
| Zawodnicy                     | 1 ślizg | 1 ślizg | 2 ślizg | 2 ślizg | 3 ślizg | 3 ślizg | 4 ślizg | 4 ślizg | Łącznie | Łącznie |
| Zawodnicy                     | Czas    | Miejsce | Czas    | Miejsce | Czas    | Miejsce | Czas    | Miejsce | Czas    | Miejsce |
| ----------------------------- | ------- | ------- | ------- | ------- | ------- | ------- | ------- | ------- | ------- | ------- |
| Nicholas Frankl Miklós Gyulai | 54,14   | 30      | 54,27   | 30      | 54,16   | 27      | 54,49   | 29      | 3:37,06 | 28      |

## Łyżwiarstwo figurowe

### Solistki
| Zawodniczka     | Program krótki pkt | Miejsce | Program dowolny pkt | Punkty łącznie | Miejsce |
| --------------- | ------------------ | ------- | ------------------- | -------------- | ------- |
| Krisztina Czakó | 6.0                | 12      | 11.0                | 17.0           | 11      |

### Tańce na lodzie
| Zawodnicy                 | Taniec obowiązkowy 1 | Taniec obowiązkowy 2 | Taniec oryginalny | Taniec dowolny | Punkty łącznie | Miejsce |
| ------------------------- | -------------------- | -------------------- | ----------------- | -------------- | -------------- | ------- |
| Enikő Berkes Szilárd Tóth | 4.0                  | 4.0                  | 12.0              | 20.0           | 40.0           | 20      |

## Łyżwiarstwo szybkie

### Kobiety
| Konkurencja | Zawodniczka     | Czas    | Miejsce |
| ----------- | --------------- | ------- | ------- |
| 500 m       | Krisztina Egyed | 52,29   | 30      |
| 1000 m      | Krisztina Egyed | 1:24,71 | 34      |

## Narciarstwo alpejskie

### Mężczyźni
| Konkurencja | Zawodnik     | Czas    | Miejsce |
| ----------- | ------------ | ------- | ------- |
| Supergigant | Attila Bónis | 1:38,83 | 45      |
| Slalom      | Attila Bónis | 2:29,43 | 22      |
| Kombinacja  | Attila Bónis | 3:24,78 | 30      |

### Kobiety
| Konkurencja   | Zawodniczka          | Czas    | Miejsce |
| ------------- | -------------------- | ------- | ------- |
| Zjazd         | Szvetlana Keszthelyi | 1:43,33 | 39      |
| Supergigant   | Szvetlana Keszthelyi | 1:30,21 | 41      |
| Slalom gigant | Éva Koch             | NU      | NU      |
| Slalom        | Szvetlana Keszthelyi | 2:09,00 | 25      |
| Slalom        | Ágnes Litter         | 2:35,81 | 28      |
| Slalom        | Ofélia Rácz          | NU      | NU      |
| Kombinacja    | Szvetlana Keszthelyi | NU      | NU      |
| Kombinacja    | Ofélia Rácz          | NU      | NU      |